# روز معلم در تایلند

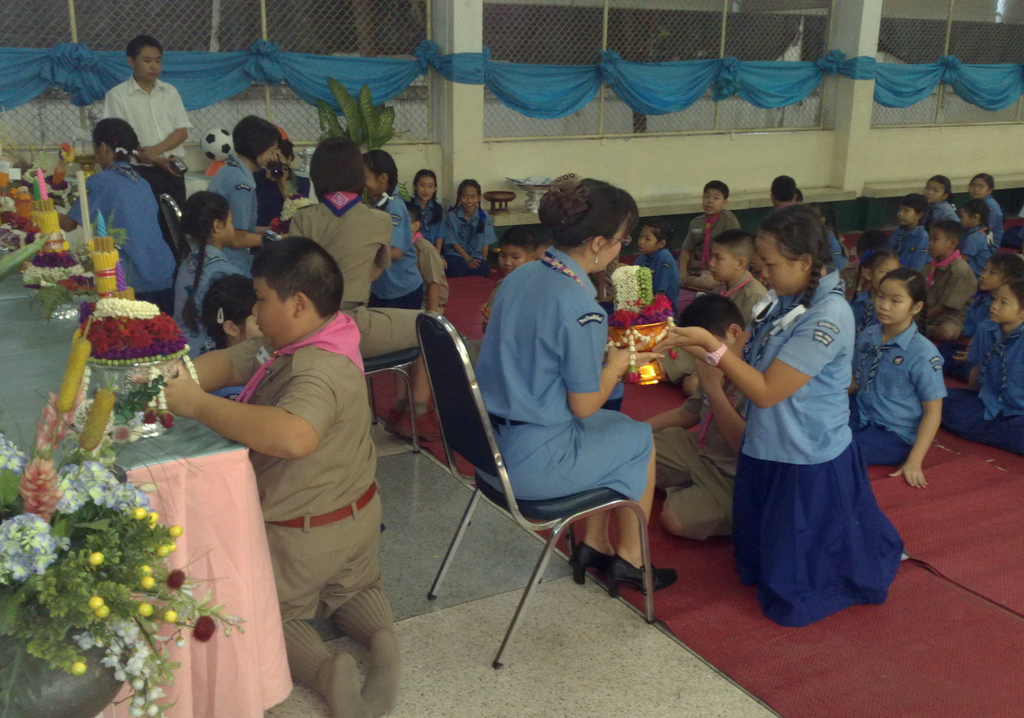
نماینده دانشجویان در حال تقدیم گل و احترام به معلمین در مدرسه ای در چیانگ مای

وای خرو به زبان تای: พิธีไหว้ครู به معنی روز معلم نوعی آیین است که در روز ۱۶ ژانویه هر سال در تایلند برگزار می‌شود که در این مراسم تمامی دانش آموزان طی مراسمی برای مقام معلم و معلمان خود آواز خوانی می‌کنند و در مقابل آنها تعظیم می‌کنند

## پیشینه
آیین روز معلم از برهماییان هندو در فرهنگ تایلند نفوذ کرده‌است، رقص و آواز خاصی هم که در این مراسم خوانده می‌شود برگرفته از ایشوارا، نوع خاصی از موسیقی هندویی می باشداین فرهنگ سالهاست که ادامه یافته و از نسل به نسل تا کنون جاری بوده‌است. نخستین بار این مراسم در سال ۱۹۴۱ در مدرسه ای بزرگ که در مرکز بانکوک قرار داشت بنام Triam Udom Suksa School اجرا شد و شعری که هم‌اکنون در همه مراسمات مدارس سرتاسر کشور خوانده می‌شود ان زمان توسط همسر مدیر همین مدرسه Thanpuying Dussadee Malakul Na Ayutthaya نوشته شده‌است. در این مراسم اول یکی از دانش آموزان شعر را می‌خواند و دیگران تکرار می‌کنند سپس دسته ای از دانش آموزان که از هر کلاس انتخاب شده‌اند به نمایندگی از کل در جلوی معلمین نشسته و به آنها احترام می‌گذارند سپس به معلمین گل می‌دهند برای خوب درس خواندن آنها دعا کنند